# The Spanish Cavalier
The Spanish Cavalier è un cortometraggio muto del 1912 diretto da J. Searle Dawley.

## Produzione
Il film fu prodotto dalla Edison Manufacturing Company.

## Distribuzione
Distribuito dalla General Film Company, il film - un cortometraggio in una bobina - uscì nelle sale cinematografiche statunitensi il 9 aprile 1912.